# Animal Farm (film)
Animal Farm (w tłumaczeniu dosł. farma zwierząt lub folwark zwierzęcy) – potoczna nazwa nielegalnego undergroundowego filmu pornograficznego powstałego w latach 70. XX wieku, w Danii, który był przemycany i dystrybuowany na przełomie lat 70. i 80. w Wielkiej Brytanii przez nieznanych sprawców na wideokasetach. Wideo było kompilacją filmów z drastycznymi zoofilskimi scenami, z udziałem duńskiej aktorki pornograficznej – Bodil Joensen. W wyniku śledztwa prowadzonego przez brytyjską policję odkryto, że za dystrybucję filmu (oraz prawdopodobnie za jego nakręcenie) były odpowiedzialne osoby powiązane z duńską wytwórnią pornograficzną – Color Climax Corporation. Wywołało to ogromne kontrowersje wokół moralności i granic wolności w kontekście pornografii, w ówczesnym społeczeństwie brytyjskim. Zawartość taśmy była tak szokująca, że wiele osób, które ją zobaczyło potrzebowało później pomocy psychologa.
19 kwietnia 2006 roku brytyjska stacja telewizyjna – Channel 4 wyemitowała poświęcony filmowi odcinek – The Real Animal Farm w swojej serii The Dark Side of Porn (Mroczna strona pornografii) dokumentującej największe kontrowersje w historii przemysłu pornograficznego.